# 麗鳥屬
麗鳥屬（學名：Bellulornis，意為「美麗的鳥」，也譯為美麗鳥）是生活於白堊紀早期的原始今鳥類，已知的唯一化石是來自中國遼寧建昌的正模標本（編號 IVPP V17970），叉骨以上部位完全缺失，但保存下來的部分相當完好，呈現振翅起舞的姿態，因而得名。麗鳥的化石發現於九佛堂組地層，是熱河生物群後期的鳥類之一，正模標本叉骨至尾綜骨末端的局部體長約 16 公分，初級飛羽最長約 30 公分，顯示其可能為中等體型的鳥類，和其他今鳥形類的基幹成員相比則屬大型。模式種為直爪麗鳥（B. rectusunguis），種名係指正模標本前肢近乎筆直的指爪。
麗鳥粗壯的V形叉骨具有相當短的叉骨突（hypocleidium），這個特徵在其他基幹今鳥類中，僅見於可能為麗鳥姐妹群的近親叉尾鳥。此外麗鳥的胸骨較短，小翼掌骨不具伸肌突（extensor process of alular metacarpal），第二至第四蹠骨近端在同一平面上，這些都是相對原始的解剖特徵。另外，在正模標本體內有十餘顆大小不一的胃石，鑑於胃石常被認為是植食性動物的指標，麗鳥很可能也以植物為食。而此推論亦或可適用於其他具有胃石的基幹今鳥類，如古喙鳥（Archaeorhynchus）和丁氏鳥（Dingavis）。